# William Widgery Thomas

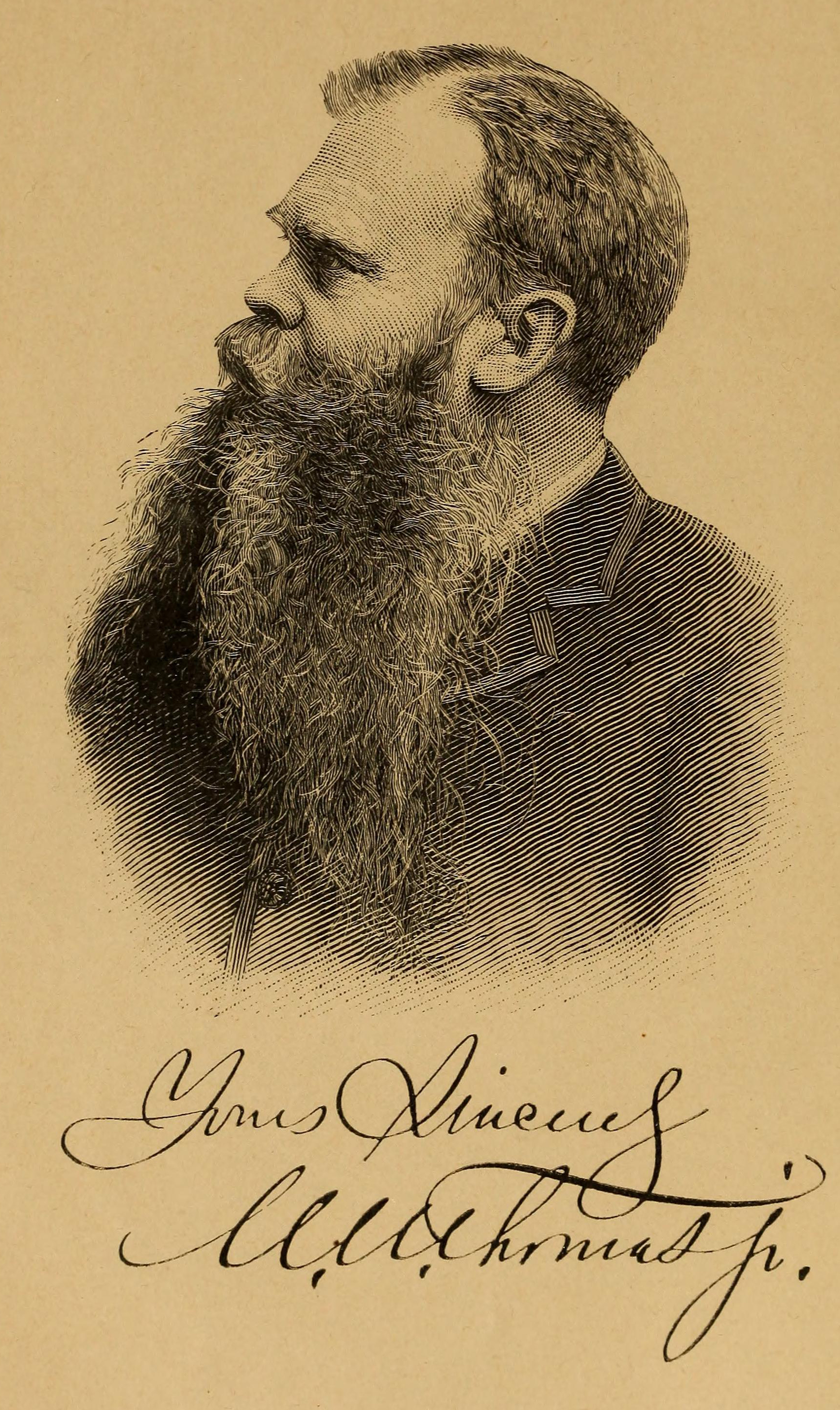
William Widgery Thomas.

William Widgery Thomas, född den 26 augusti 1839 i Portland, Maine, död där den 7 oktober 1927, var en amerikansk jurist, diplomat och skriftställare.

## Biografi
Thomas tillhörde som ättling i nionde led av engelsmannen George Cleeve, vilken 1632 anlade staden Portland, kretsen av de äldsta släkterna i New England. År 1860 avlade han akademisk examen vid Bowdoin College, Maine, och ägnade sig därefter åt juridiken. Men 1863 skickades han att förrätta konsulstjänst i Europa, bland annat i Göteborg. Under sin nära treåriga vistelse där lärde han sig svenska och översatte till engelska Viktor Rydbergs "Den siste athenaren" (utgiven i Philadelphia i 4 upplagor). I december 1865 tog Thomas avsked och återvände till Amerika, fullbordade sina studier vid Harvard University och idkade från 1866 juridisk praktik i sin hemstad. Vid den tiden minskades staten Maines befolkning. Thomas, som lärt sig uppskatta svenskarna, framställde ett förslag i avsikt att leda en del av den svenska invandringen till Maine. Förslaget antogs 1870 av Maines representation, och Thomas satte det i verket genom att som ombud för staten Maine fara till Sverige, varifrån han medförde en stambefolkning av 51 personer. Dessa bildade i norra Maines vilda skogar kolonien New Sweden, som sedan tillväxte genom nya invandringar. Thomas bodde i ett stockhus bland sina kolonister i fyra år och ledde utvecklingen av nybygget, den enda efter självständighetsförklaringen av främlingar grundade åkerbrukskoloni i New England, som vunnit varaktigt bestånd. Åren 1873-1875 var Thomas medlem av och under två sessioner även talman i Maines representantförsamling samt 1879 statssenator. År 1883 utnämndes han, som tillhörde det republikanska partiet, till ministerresident i Stockholm. Sedan det demokratiska partiet segrat vid presidentvalet 1884, blev Thomas 1885 återkallad. I Sverige hade han gjort sig synnerligen populär, och även bland skandinaverna i Förenta staterna var Thomas högt uppburen, vilket särskilt visade sig, då han blev utsedd till festtalare vid den 250-års-högtid, som i september 1888, i närvaro av över 40 000 skandinaver, firades i Minneapolis till åminnelse av den första svenska kolonins - vid Delawarefloden - grundläggning 1638. I den valrörelse, som 1888 föregick presidentvalet, tog Thomas verksamt del. Han fick av den ledande republikanska kommittén särskilt i uppdrag att tala till skandinaverna i unionens norra stater från Maine till Minnesota och utförde detta uppdrag i omkring tre månaders tid med stor framgång, därvid oftast begagnande sig av svenska språket. Sedan republikanen Benjamin Harrison 1889 tillträtt presidentplatsen, var Thomas förordnande till envoyé i Stockholm en av hans första utnämningar. Den 14 september 1890 fick Thomas ombord på Förenta staternas kryssare "Baltimore" mottaga samt till Sveriges konung och folk överlämna John Ericssons jordiska kvarlevor. Sedan demokraterna segrat vid presidentvalet 1892, blev Thomas 1894 återkallad och höll följande vinter i mer än 50 amerikanska städer i 16 olika stater föredrag om Sverige och svenskarna. Vid presidentvalet 1896 kom republikanska partiet åter till makten, och Thomas utnämndes i december 1897 ånyo till envoyé i Stockholm. I maj 1905 tog han avsked. Thomas blev juris hedersdoktor (Doctor of law) vid Bethany College (1901) och korresponderande ledamot av Vitterhetsakademien (1906). Thomas sökte utöver i det muntliga föredragets form göra Sverige och svenska förhållanden kända i Amerika i åtskilliga tidskrifter. Samma uppgift har hans rikt illustrerade bok Sweden and the swedes (Chicago, 1892; samtidigt utgiven i Stockholm under titeln "Från slott till koja. Minnen från en flerårig vistelse i Sverige"), utmärkt av korrekta uppgifter och sympati. Mer än någon annan infödd amerikan under hans tid förvärvade Thomas kännedom om Sverige samt gjorde det känt och aktat i Amerika.
Thomas uppskattade särskilt Stockholms skärgård. År 1884 anlände han för första gången till Långviksskär under en jaktexpedition. Han blev mycket förtjust i ön och köpte så småningom åtta niondelar av ön. Thomas sonson sålde 1983 innehavet till Skärgårdsstiftelsen. Thomas hus finns kvar, förvaltas av Skärgårdsstiftelsen och används idag som bostad åt Axel Sjöberg-stipendiater.  Thomas var under sin tid i Sverige även aktiv i Sällskapet Idun.